# 秋田朝日放送
秋田朝日放送株式会社（あきたあさひほうそう、英: Akita Asahi Broadcasting CO.,LTD.）は、秋田県全域を放送対象地域としたテレビジョン放送事業を行っている特定地上基幹放送事業者。テレビ朝日ホールディングスの持分法適用関連会社である。略称はAAB。テレビ朝日系列に属している。

## 年表
- 1985年（昭和60年）
  - 11月22日 - 郵政省が電波監理審議会に対し、「全国民放テレビ四波化」構想を提示。秋田地区に民放テレビ第3局目を免許するチャンネルプランを示す[5]。
  - 12月20日 - 上記方針を正式に諮問。
- 1986年（昭和61年）1月17日 - 秋田地区第3局の周波数割り当て。秋田地区では21件の申請があった。
- 1991年（平成3年）
  - 6月18日 - 予備免許交付[6]。
  - 7月29日 - 創立総会[6]。
- 1992年（平成4年）
  - 9月25日 - サービス放送開始。
  - 10月1日 - 6時00分、秋田県3番目の民放テレビ局、テレビ朝日の系列局として開局した[7]。
    - 当時のキャッチコピーは、｢冒険しますAAB」であった[注 2][注 3][注 4]。
- 1997年 - 単年度黒字達成[8]。
- 1999年 - 過去最高利益[8]。
- 2002年（平成14年）
  - 10月10日 - 開局10周年記念特別番組『感謝感激テレビ』を放送（途中、テレビ朝日系列局番組をはさみながら10時間30分＝7:00 - 17:30＝OA）[9]。
- 2003年
  - 累損解消[8]。
  - 「サタナビっ！」放送開始。
- 2005年（平成17年）
  - 12月1日 - 地上デジタル放送対応の主調整室（マスター）へ更新完了（NEC製）。
  - 配当開始[8]。
- 2006年（平成18年）
  - 1月 - キャッチコピー「会いたいテレビ局に変わります。」（以降、「あいたい。」）を開始。
  - 6月1日 - （3代目）マスコットキャラクター「ミーチュー」デビュー。
  - 7月1日 - 地上デジタル試験放送開始。
  - 8月24日 - 地上デジタル・データ放送試験放送開始。
  - 9月5日 - 地上デジタル放送の本免許交付。
  - 10月1日 - 地上デジタル放送開始。大曲中継局・大館中継局も送信開始。特別番組「デジタル・ハジマル あいたいTV!!」放映。メイン司会：ラッシャー板前。総合司会：小田正実、塩地美澄。
- 2007年（平成19年）
  - 9月1日 - 能代中継局・鷹巣中継局で地上デジタル放送開始。
  - 10月1日 - AAB開局15周年。湯沢中継局・花輪中継局で地上デジタル放送開始。
  - 11月1日 - 本荘中継局で地上デジタル放送開始。
- 2008年（平成20年）
  - - 環境プロジェクト「ここecoろ」を開始。キャッチコピー「おうちでテレビ。」も追加。
- 2010年 - 過去最高売上達成[8]。
- 2011年（平成23年）7月24日 - アナログ放送終了。
- 2012年（平成24年）
  - 1月1日 - 開局20周年のキャッチコピー「ハタチのキモチ」を開始。これに伴い局ロゴのデザインを徐々に刷新[注 5]。また、新キャラクターとして、ラブミーとクロコも加わった。
  - 9月29日 - 開局20周年特別番組を放映。とともに、イオンモール秋田にて公開生放送をし、イベントを同時に行う。
  - 10月1日 - 開局20周年[注 6]。
- 2017年（平成29年）10月1日 - 開局25周年。キャッチコピーは｢美～Beauty～」[10]。
- 2018年（平成30年）3月2日 - テレビ朝日ホールディングスによる持分法適用関連会社化（新潟テレビ21も同様）[注 7][12]。
- 2021年（令和3年）
  - 1月14日 - 気象業務法第17条により、予報業務許可事業者に登録（第225号）[13][14]
  - 6月23日 - 同社の大森山送信所の使用電力に、再生可能エネルギーを導入し、同所の電気の地産地消化を達成する[15][16]。
- 2022年（令和4年） - 開局30周年。キー局のアニメ・クレヨンしんちゃんとのコラボを実施した。
  - 12月1日 - 秋田朝日放送のデータ放送を使用して、湯沢市のホームページの掲載情報などを伝える「テレビ回覧板」の運用を開始[17]。
- 2023年（令和5年）6月1日 - 秋田朝日放送のデータ放送を使用して、男鹿市民向けの広報情報を伝える「テレビ回覧板」の運用を開始[18]。
- 2025年（令和7年）4月1日 - 秋田朝日放送のデータ放送を使用して、美郷町民向けの広報情報を伝える「テレビ回覧板」の運用を開始[19]。

## 秋田県でのANN系列の変遷と開局前後の動き

### ANN系列の変遷
1960年代当時、朝日新聞社が全国朝日系テレビネットワークを構築すべく、全国各地にUHF新局の開局申請を行い、その結果、他系列と相乗りになる形で曲がりなりにも朝日系のテレビ局が開局した。そうしたなか、1965年、秋田県でも民放第2局目の開局申請のなかに「秋田朝日放送」（現在の秋田朝日放送とは無関係と思われる）名前で免許を申請。
しかしながら、4社競願の末、結果としてテレビ朝日系列は開局せず、秋田県下第2局目のテレビ局として、1969年に秋田テレビ（AKT）がフジテレビ系列として開局した。テレビ朝日系列の番組は秋田放送（ABS）とAKTの間で按分されることとなった。
1981年に秋田テレビ（AKT）がフジテレビ・テレビ朝日の2系列兼務を開始、「ANNニュースセブン」をネットした。当時テレビ朝日の系列局を兼務する地方のテレビ局は昼の全国ニュースにテレビ朝日「ニュースライナー」を選択するのが基本であったがAKTは朝ニュースの2系列2番組連続放送を選択、その後平日のフジテレビ系番組が7時をまたぐ1時間番組「モーニングワイド ニュース＆スポーツ」になった後も番組後半を差し替え「ニュースセブン」のネットを続けた。
1986年に秋田地区第3局割り当てが発表されると、AKTは、1987年3月末の協定期限終了をもってANNを離脱。フジテレビ系の番組編成に一本化された。その後AAB開局まで、テレビ朝日の番組は定時ニュースのみAKTのANN離脱で秋田から一度撤退したものの他の番組はABSへほぼ集約された。ただしABC発の番組を中心にごく一部の番組はAKTに残された。

### 開局の経緯
1980年代後半、情報格差是正のために民放四波化が目指されてはいたものの、キー局では業績が悪化し新局設置には後ろ向きであった。一方で、佐々木喜久治知事（当時）が「秋田県の民放テレビ3局目の開局は時期尚早」と県議会で述べるなど、地元政財界も消極的であったとされる。
1986年秋田地区第3局目割り当て後、秋田民放第3波には21件の申請があった。申請者のうち、地元サイドが、秋田放送・秋田テレビ・秋田魁新報社・カメイグループ、中央資本が、朝日新聞・読売新聞・産経新聞・日経新聞・テレビ朝日であった。他地域の民放第3局の申請件数に比して非常に少ないが、申請者間で申請合戦を避けるために、事前に交渉がすんでいたためである。
また、1987年7月時点で、当時のTBS・浜口社長が記者会見の席上、当時の常務である絹村和夫に、富山の第3民放テレビ（後のチューリップテレビ）対策と並んで、秋田の民放第3局についても業務を行ってもらうと発言したという記録があり、TBS側でも秋田にネット局を設立することを検討していたことがわかるが、「郵政省から頼まれたので考えてみる」と言ったように、後ろ向きであったことをうかがわせる発言もしている。また、先にあげた申請者のうち全国紙の中で唯一、毎日新聞のみが秋田民放第3局に対して、申請を行っていない。
しかしながら、1988年9月、東北電気通信監理局の呼びかけで、地元側の申請者を集めた会合の中で、「本省（引用者注：郵政省）打診の結果、一応、テレビ朝日が候補に上っている」との発言があり、秋田民放第3局のテレビ朝日系列入りが有力となる。その後、申請の一本化に難航したともいわれている（青森朝日放送も同様）。
結局のところ、開局費用の大半を朝日新聞・テレビ朝日および東北地方のテレビ朝日系列局（青森朝日放送・東日本放送・福島放送）、県内の酒造会社・両関酒造が捻出し、民放テレビ3局目としてAABが開局した。初代社長は両関酒造の伊藤雄太郎氏が兼務した。

#### 開局当時

開局時から2011年まで使用された初代ロゴ（製作＝石川明、田中至、安達元保、山本こづえ）

開局日には、開局記念番組 として「AAB発進!開局記念」（6:00 - 6:30）を放送。進行は渡辺宜嗣（当時テレビ朝日アナウンサー）。開局に際しての社長挨拶に代えて、渡辺と初代社長で両関酒造の社長でもあった伊藤雄太郎による対談が行われた。また、開局ドラマスペシャルとして萩原健一、浅田美代子出演のドラマ「豆腐屋直次郎の裏の顔・謎の女が仕掛けたワナ・東北へ逃げろ」（テレビ朝日系列で1990年に放送）と、緒形拳出演の開局記念冒険スペシャル「緒形拳スペイン・バスクの365日」（ネイチァリングスペシャル、同じく1989年に放送）といった記念特番が放送された。 さらに『モーニングショー』から『ニュースステーション』 までの番組で全国中継を総勢53名のスタッフで行い、18:00からの『ステーションEYE』では、角館武家屋敷の青柳家から生中継を全国放送した。さらに18:30からの『AABステーションEYE』では、同屋敷中継の舞台裏も紹介された。開局時の中継局は花輪・大曲・角館・鷹巣・二ツ井・田沢湖・能代・湯沢・本荘の9局。

#### テレ朝系番組の移行
移行された割合は秋田放送（ABS）=9：秋田テレビ（AKT）=1であった。しかし、ABSの9のうち4はAKTに移行して再び戻って来たものである。従ってABS=5:ABS→AKT→ABS=4:AKT=1が実際の割合である。ニュース番組は、AKTがANNを脱退してから実に5年6ヶ月ぶりであるが、昼以降が新規ネット開始である。民教協制作分はABSが脱退しなかったため移行されなかった。

## 資本構成
企業・団体の名称、個人の肩書は当時のもの。出典：

### 2021年3月31日
| 資本金 | 授権資本 | 1株   | 発行済株式総数 | 株主数 |
| ------ | -------- | ----- | -------------- | ------ |
| 25億円 | 100億円  | 5万円 | 50,000株       | 73     |

| 株主                       | 株式数   | 比率   |
| -------------------------- | -------- | ------ |
| テレビ朝日ホールディングス | 10,370株 | 20.74% |
| 朝日新聞社                 | 10,350株 | 20.70% |
| 読売新聞東京本社           | 2,230株  | 04.46% |
| 日本テレビ放送網           | 2,000株  | 04.00% |
| 秋田銀行                   | 1,950株  | 03.90% |
| 北都銀行                   | 1,840株  | 03.68% |
| 朝日放送                   | 1,500株  | 03.00% |
| 日本経済新聞社             | 1,500株  | 03.00% |

## スタジオ
- Pスタジオ…サタナビっ!、イチオシっ!などの制作系で使用。開局当日最初の番組である「AAB発進!」はここで収録された。
- Nスタジオ…トレタテ!などのニュース番組で使用。Pスタジオと隣合わせになってになっている。
- Fスタジオ…5分程度のローカルニュースで使用。（報道フロアの一角）2013年5月27日からスタジオが一新された。さらに2017年12月17日からは新たなセットで運用されている。

## 情報カメラ
- 川尻町（秋田朝日放送本社屋上）
- 大森山（秋田朝日放送送信所鉄塔）
- 秋田空港（秋田空港ターミナルビル屋上）
- 大館市（場所不明）
- 横手市（場所不明）
- 秋田港

## 本社・支社・支局
- 本社 - 秋田県秋田市川尻町字大川反233-209
- 東京支社 - 東京都港区芝公園1丁目7番15号 池田ビル7F
- 大阪支社 - 大阪府大阪市北区堂島2丁目1番31号 京阪堂島ビル4F
- 仙台支社 - 宮城県仙台市太白区あすと長町1丁目3番15号 東日本放送内
- 県北報道拠点（大館市）
- 県南報道拠点（横手市）

## 関連団体
- トラストネットワーク秋田事業部
- Nファイブ

## 主な送信所・中継局
リモコンキーID 5

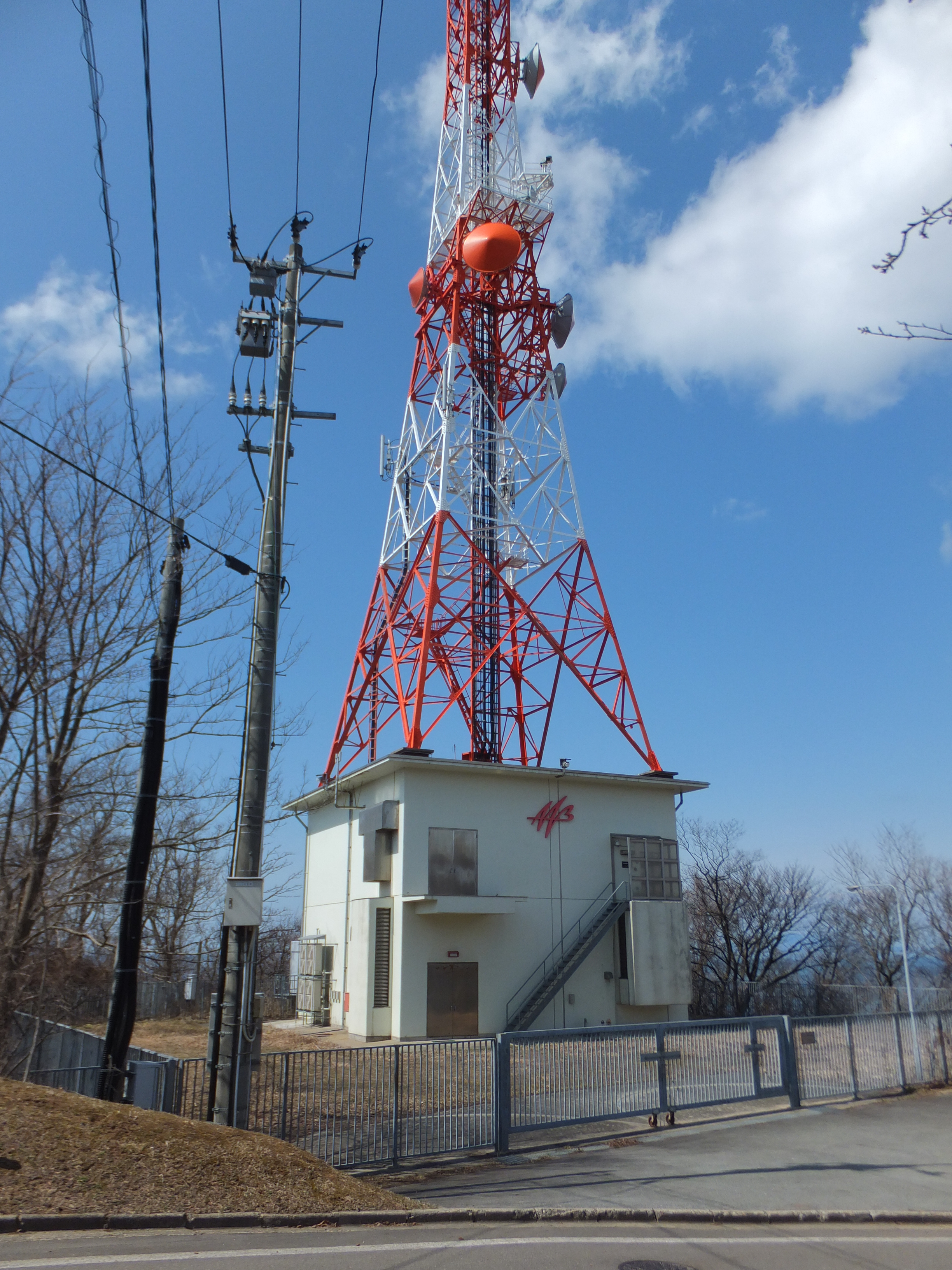
秋田（大森山）送信所

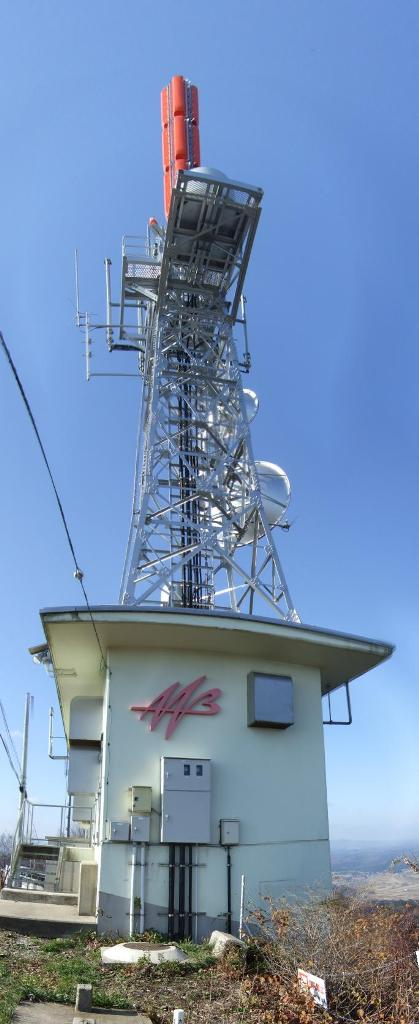
大曲中継局

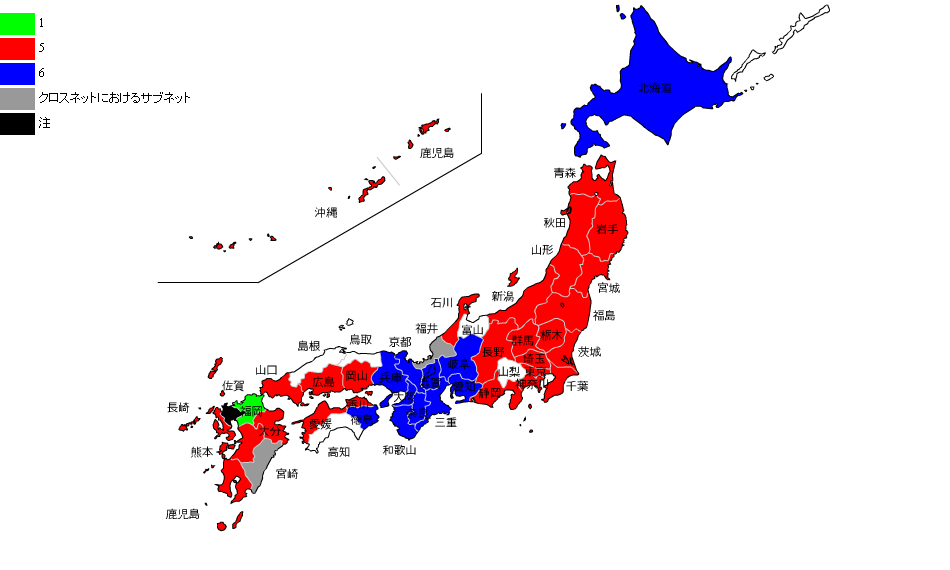
テレビ朝日系列のリモコンキーID地図

- 大森山（秋田）送信所 29ch 1 kW（コールサイン：JOXX-DTV 呼出符号：あきたあさひてれびデジタルテレビジョン）
- 大曲中継局 33ch 30W
- 大館中継局 20ch 10W
- 能代中継局 40ch 10W
- 北秋田鷹巣中継局 43ch 10W
- 湯沢中継局 22ch 2W
- 花輪中継局 31ch 10W
- 本荘中継局 49ch 1W

### アナログ放送
2011年7月24日停波時点
- 大森山（秋田）送信所 31ch 10 kW（コールサイン：JOXX-TV ）

音声多重放送JOXX-TAM
呼出符号：あきたあさひテレビジョン（秋田市浜田字大森山 大森山公園内）
映像周波数：579.25MHz
音声周波数：583.75MHz
映像出力：10kW
音声出力：2.5kW
- 大曲中継局 41ch 300W
- 能代中継局 19ch 100W
- 鷹巣中継局 41ch 100W
- 大館中継局 59ch 100W
- 花輪中継局 56ch 100W
- 本荘中継局 61ch 10W

※アナログ放送では先発局である秋田放送・秋田テレビに比べると中継局は少なかった。それでも他の平成新局に比べれば最末期でアナログUHF局として県内最先発である秋田テレビより3局少ないだけであったため比較的難視地域が少なかった。ただし、地上デジタル放送では比内中継局と男鹿市寒風山の寒風山中継局（両中継局は秋田テレビとともに非該当となっている。後者はNHK秋田放送局と秋田放送が秋田本局と新潟県弥彦山親局とのデジタル混信対策の中継局として開局しているため、と秋田テレビでは秋田本局でカバーされ、混信の影響が全く無いため設置されていない。）以外に開局することが決まっており、2010年12月までにほぼすべての地域で中継局の設置を完了した。なお、設置されているアナログ中継局のうち大館賽ノ神、東成瀬入道、横手愛宕山、下浜羽川の各中継局のデジタル放送については他のデジタル中継局でカバーできるため置局不要となった。

## キャラクター
2006年6月から、地上デジタル放送開始とキャッチフレーズ「あいたい!」にちなんで、秋田犬をあしらった「ミーチュー」を局のキャラクターとしている。

## アナウンサー
ディレクターと記者を兼務。

### 在籍者
| 氏名       | 入社年        | 前職                                            |
| ---------- | ------------- | ----------------------------------------------- |
| 北田牧子   | 1996年        | NHK盛岡放送局→NHK仙台放送局                     |
| 高橋正和   | 2004年 2022年 | 2018年→2022年3月はNST新潟総合テレビアナウンサー |
| 藤盛由果   | 2012年        |                                                 |
| 高田美樹   | 2017年        | NHK帯広放送局契約キャスター                     |
| 大久保香穂 | 2023年        |                                                 |
| 金井鉄馬   | 2023年        |                                                 |
| 中島千歩   | 2023年        |                                                 |
| 今西 広陽  | 2025年        |                                                 |
| 神下 芽衣  | 2025年        |                                                 |

### 以前、勤務していたアナウンサー

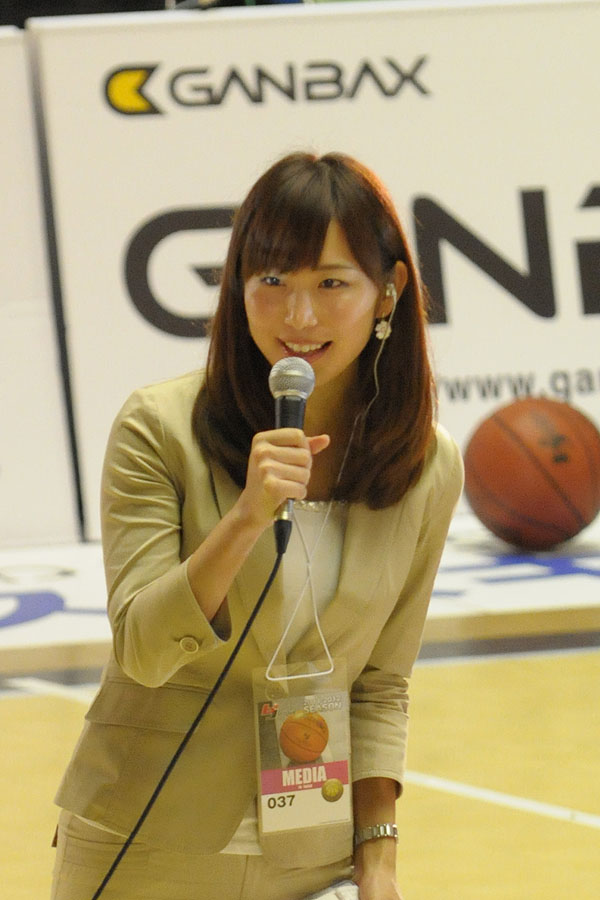
2006年から2014年までAABにアナウンサーとして勤務した塩地美澄。（2011年10月15日撮影）

| 氏名              | 入社期間                    | 経歴など |
| ----------------- | --------------------------- | --- |
| 工藤東子          | 1992年 -                    | フリー 開局当時のAABステーションEYEのキャスター |
| 塩畑弘之          | 1992年 - 2022年             | |
| 原田千秋紀        | 1992年 -                    | |
| 伊東充子          | 1992年 -                    | |
| 舘山えり奈        | 1994年 -                    | |
| 二唐正和          | 1995年 - 2004年             | →テレビ神奈川 →長崎文化放送 |
| 坂野昌子          |                             | JCNコアラ葛飾ニュースアナウンサー → |
| 石川康仁          |                             | 故人、フリーアナウンサー 特定非営利活動法人名曲慰問団 理事長                                                                                                 |
| 石井 （田村）陽子 | 1997年 - 2003年             | →ホリプロアナウンス室 →フリーアナウンサー 夫は田村修（秋田放送アナウンサー）                                                                                 |
| 小笠原聖          |                             | →エス・オー・プロモーション →フリーアナウンサー |
| 伊藤里奈          | 2003年 - 2006年3月          | →福島テレビ契約 →フリー |
| 小田正実          | 2004年4月 - 2007年3月       | →オールウェーブ・アソシエツ （テレビ埼玉） →タレントユニオン                                                                                                 |
| 杉本亜紀子        | 2006年4月 - 2007年3月、契約 | →有限会社シャベール |
| 油井亜衣          | 2007年 - 2009年             | 圭三プロダクション （NHK和歌山放送局契約キャスター） →秋田朝日放送 →瀬戸内海放送 →NHK水戸放送局契約キャスター →エス･オープロモーション →アスクマネージメント |
| 高橋嵩            | 2008年4月 - 同年6月         | 新日鐵→城西大学附属城西中学校・高等学校英語科教員 |
| 椿田恵理子        | 2007年 - 2009年9月          | →秋田放送→フリーアナウンサー |
| 後藤明日香        | 2009年 - 2013年             | NHK室蘭放送局契約キャスター →秋田朝日放送 →松竹芸能→一般人→エル・アミティエ                                                                                  |
| 手島千尋          | 2009年 - 2013年3月          | →新潟放送 →ボイスワークス（テレビ埼玉契約）→TOKYO FM |
| 塩地美澄          | 2006年 - 2014年3月          | →スペースクラフト →アーティストハウス・ピラミッド |
| 緑川貴士          | 2009年 - 2014年9月          | →衆議院秋田2区・立憲民主党衆議院議員 |
| 本多真弓          | 2013年 - 2015年3月          | 元NHK福島放送局契約キャスター →秋田朝日放送 →ボイスワークス                                                                                                  |
| 天坂真理          | 2015年3 - 8月               | 佐渡テレビジョン →秋田朝日放送 →内閣府自殺対策予防室 →厚生労働省自殺対策推進室 →フリー・FM鳥取ナビゲーター等                                                 |
| 下山由城          | 2013年4月 - 2017年3月       | →仙台放送 |
| 福盛田悠          | 2014年4月 - 2017年3月       | →福島テレビ契約→ミヤギテレビ |
| 永井華子          | 2015年 - 2018年3月          | →NHK札幌放送局契約キャスター→Voice（札幌） |
| 山下右恭          | 2017年4月 - 2022年5月       | →日本気象協会 |
| 新岡智昭          | 2017年4月 - 2022年9月       | テレビ金沢アナウンサー→秋田朝日放送→大分朝日放送 |
| 登レイナ          | 2019年3月 - 2022年11月      | ジョイスタッフ所属 |
| 村上晴香          | 2018年 - 2023年2月          | →東北放送 |
| 青木隆太          | 2019年4月 - 2023年3月       | →静岡放送 |
| 千田まゆこ        | 1997年 - 2024年3月          | |
| 弭間花菜          | 2019年 - 2024年4月          | →吉本興業 |

## アナウンサー以外の著名な社員
- 1992年 和気徹児（元エフエム沖縄・エフエム群馬、1992年開局当時のAABアナウンサー）、塩畑弘之（1992年当時、秋田朝日放送アナウンサー）、鷲尾天（ - 1998年、→東映アニメーション[34]）

## 主なテレビ番組

### 現在放送中の自社制作番組
（注）この中には、ヴィジュアルスペース 及び、トラストネットワーク制作協力を含む
| 放送番組                                                                                          | 放送時間 | 備考 |
| ------------------------------------------------------------------------------------------------- | --- | --- |
| トレタテ!                                                                                         | 月曜 - 金曜 18:15 - 19:00 | 2011年10月7日の開始当初は金曜のみだったが、2015年3月30日より「スーパーJチャンネルあきた」と統合する形で上述の曜日まで拡大。17時台はキー局の「スーパーJチャンネル」の同時ネット。                                                                                               |
| めざせ!甲子園                                                                                     | 地方予選開催前の 月曜 - 金曜 17:36 - 17:53 | 一部変更あり。 |
| Go!ハピネッツ〜秋田バスケ応援宣言〜                                                               | トレタテ!に内包。 | |
| AABウェザーリポート                                                                               | 毎日 5:17 - 5:20 月曜 - 金曜 19:54 - 20:00（木曜は★）・23:10 - 23:15（第2・3月曜、火曜、水曜は★、木・金曜は☆） 土曜 17:55 - 18:00★ 日曜 0:05 - 0:10（土曜深夜）・20:56 - 21:00★ ほか | ★印はスポンサー付き。☆印はバックで流れる映像でのスポンサー（提クレなし）。 |
| トレタテ!はやばん                                                                                 | 月曜 - 金曜 16:40 - 16:45 | |
| いきいき秋田市から                                                                                | 木曜・金曜 15:40 - 15:45 | |
| んまい!!地元飯〜秋田編〜                                                                          | 土曜 0:45 - 0:50（金曜深夜） | |
| サタナビっ!                                                                                       | 土曜 9:30 - 11:00 | 夢球場放送期間中は放送時間短縮および収録。 |
| KICK OFF! AKITA                                                                                   | 土曜 11:00 - 11:15 | [ 注 19 ] |
| イチオシっ!                                                                                       | 土曜 13:26 - 13:30 日曜 10:55 - 11:00 | インフォマーシャル。 |
| トレタテ!サンデー                                                                                 | 日曜 11:25 - 11:50 | 『トレタテ!』内で放送された特集企画を再放送。2023年3月25日までは『トレタテ!サタデー』の名で毎月第4土曜 11:00 - 11:15の放送からの曜日変更に伴う番組名変更。2023年4月2日からの毎週日曜 11:30 - 11:50、同 10:00 - 10:20、同 11:30 - 11:50を経て2025年4月6日より現在の時間で放送。 |
| 健康ナビ 知りたい!がん検診                                                                        | 日曜 17:55 - 18:00 | |
| eスポーツバラエティ ゆるe〜学園                                                                   | 毎月第3・4土曜 15:30 - 16:00 | 2020年11月20日 - 2025年3月29日の毎月第3・4土曜 0:15 - 0:45（金曜深夜）を経て2025年4月19日より現在の時間で放送。 |
| アサヒビールPREDENTS WE ARE BEER うまい!お店で、うまい!樽生。 - 美味美酒-うまびあ- - 金の美味麦酒 | 主に金曜深夜、季節放送。 | |
| 番組審議会だより                                                                                  | 毎月最終土曜 5:17 - 5:20 | |
| 夢球場                                                                                            | 地方予選会開催中 10:00 - 11:45/13:05 - 15:05 | 雨天中止時は、順延。 |
| あきた手作りふるさとCM大賞                                                                        | 毎年12月上旬頃にローカルセールス枠で放送。 | [ 注 20 ] |
| JR東日本 Presents 楽旅!こまちとりっぷ                                                             | 第1・3・5水曜 20:54 - 21:00 | 2020年4月にスタート。休止あり。 |
| あきたで◯◯暮らし〜かけ橋〜                                                                        | 第1・3木曜 20:54 - 21:00 | 期間限定番組。 |
| ミーチューゲッチュー                                                                              | 不定期放送 | |
| Akita biz.～小宮悦子のビジネスリポート～                                                          | 不定期放送 | |
| 秋田県立いぶり学校中等部                                                                          | 不定期放送 | |

### 東北テレビ朝日系列共同制作番組
- 東北夏祭り中継特別番組
  - 毎年名称が変わる。ローカルセールス枠/8月第1週の19 - 20時台の1時間[注 23]。

### テレビ朝日系列番組
太字は系列フルネットの番組を除いたテレビ朝日との同時ネット。制作局の表記のない番組は同局の制作。
- グッド!モーニング（月曜 - 金曜 5:25 - 8:00[注 24]、土曜 6:00 - 8:00）
- 大下容子ワイド!スクランブル・第1部（月曜 - 金曜 10:30 - 12:00）
- スーパーJチャンネル（月曜 - 金曜 16:45 - 18:15）
- 世界の車窓から（月曜 - 水曜・金曜、第1・3・5木曜 20:54 - 21:00[注 21][注 25]、日曜 22:55 - 23:00）
- 全力坂（火曜・木曜・ 金曜 0:45 - 0:50、水曜 1:15 - 1:20（月曜 - 木曜深夜））
- 秘湯ロマン（月曜 14:15 - 14:45）[注 26]
- おぎやはぎのハピキャン（メ〜テレ制作、火曜 0:50 - 1:20（月曜深夜））[注 27]
- musicる TV（水曜 1:20 - 1:50）
- 錦鯉が行く!のりのり散歩（HTB制作、水曜 14:15 - 14:45）
- 朝メシまで。（水曜 19:00 - 19:54）[注 28]
- 上田ちゃんネル（木曜 0:15 - 0:45（水曜深夜））
- 水曜どうでしょうプレミア（HTB制作、木曜 0:50 - 1:20）
- テレメンタリー（木曜 1:20 - 1:50）
- テレビ千鳥（金曜 0:15 - 0:45（木曜深夜））
- 相席食堂（ABC TV制作、金曜 0:50 - 1:50）[注 29]
- キッチンカー大作戦!（土曜 0:15 - 0:45（金曜深夜））
- ケンコバのほろ酔いビジホ泊 全国版（BS朝日制作、土曜 0:50 - 1:20）
- Break Out（土曜 1:20 - 1:50）
- 題名のない音楽会（土曜 11:15 - 11:45）
- ワイド!スクランブル サタデー（土曜 12:00 - 13:26）
- バナナマン日村が歩く! ウォーキングのひむ太郎（BS朝日制作、土曜 16:00 - 16:30）
- なにわ男子の逆転男子（日曜 0:00 - 0:30（土曜深夜））[注 30]
- 探偵!ナイトスクープ（ABC TV制作、日曜 0:35 - 1:30）
- ネコいぬワイドショー（BS朝日制作、日曜 10:00 - 10:30）[注 31]
- 渡辺篤史の建もの探訪（日曜 10:30 - 10:55）
- じゅん散歩（日曜 11:00 - 11:25）[注 32]
- ビートたけしのTVタックル（日曜 12:00 - 12:55）
- 路線バスで寄り道の旅（日曜 15:20 - 16:30）
- 日曜マイチョイス（日曜 16:30 - 17:25）
- 見取り図じゃん （月曜 0:10 - 0:40（日曜深夜））
- 有吉クイズ（月曜 0:40 - 1:10)
- バスケ☆FIVE〜日本バスケ応援宣言〜（月曜 1:15 - 1:30）
- ラブ!!Jリーグ（月曜 1:30 - 1:45）
- ワールドプロレスリング（月曜 1:45 - 2:15）
- スーパーバラバラ大作戦
  - 夫が寝たあとに（水曜 0:15 - 1:15（火曜深夜））[注 33]
  - ハマスカ放送部（毎月第4除く火曜 0:15 - 0:45（月曜深夜））
- サウナを愛でたい（BS朝日制作、毎月第4火曜 0:15 - 0:45（月曜深夜））

### 再放送枠
- 午後のセレクション（月曜 - 木曜 14:45 - 15:40）
- 新婚さんいらっしゃい!（ABC TV制作、火曜 14:15 - 14:45）
- 人生の楽園（木曜 14:15 - 14:45）
- 午後のワイド劇場（金曜 13:45 - 15:35）
- ほっとDORAMA（月曜 - 金曜 15:45 - 16:40）

### テレビ東京系列
- 所さんの学校では教えてくれないそこんトコロ!（土曜 13:30 - 14:30）

### その他の番組
- のむシリカpresents ケンドーコバヤシのキャベリバ内閣（TOKYO MX制作、火曜 1:20 - 1:50（月曜深夜））
- クレバテス-魔獣の王と赤子と屍の勇者-（木曜 1:50 - 2:20（水曜深夜））
- ウイークエンドケア（福島放送制作、土曜 22:55 - 23:00）
- F&P快適住宅見学隊（毎月第4日曜 16:55 - 17:25（ゴルフ中継放送時は 15:25 - 15:55）、テレビ岩手制作）

### 過去に放送された番組

#### 自社制作
- AABステーションEYE（1992年9月25日 - 1997年9月28日）
- チャンネルeiei（1997年10月1日 - 1998年10月1日）
- チャンネルeiei金曜版（1997年10月5日 - 1998年10月2日）
- スーパーJチャンネルあきた（1998年10月5日 - 2015年3月27日）
- 朝いちフレッシュ情報（1992年10月3日 - 1996年9月28日）
- ゴショノ。
- 電視的玉手箱
- モノモノデパート
- 秋田朝日放送開局10周年特別番組「感謝感激テレビ」（2002年10月10日）
- 秋田朝日放送開局15周年特別番組
  - 「シリーズ輝石の詩　響けよ酒屋唄」（2007年6月4日）
  - 「シリーズ輝石の詩　よみがえる秋田八丈」（2007年11月12日）
- 秋田朝日放送開局20周年特別番組（2012年9月29日）
- 秋田朝日放送開局30周年記念特別番組
  - 「黄金の稲穂、輝く〜新品種"サキホコレ"誕生〜」（2023年2月26日）
  - 「夢球場の30年〜夏への記録〜」（2023年3月25日）
- 北都夢探検 小さなコロンブス
- 行け!男鹿鹿男プロデューサー（2008年11月3日 - 17日・2009年2月2日 - 6日）
- アナウンサーのメイク室（不定期放送）
- よっパラNight
- 少子化脱却大作戦!!2
- ゴショ★マガ
- あいたいミーチュー（気象情報）
- ハタチのキモチ
- おはよう秋田市から
- うちテレ!
- ハナコのキン☆ロケ（フジテレビ系列の岡山放送でも放送された）[35][注 34]
- JR東日本 Presents びゅうプラザ楽旅通信
- AABニュース&ウェザー
- サンコーホームPresents 絆のかたち（イノベーションワークスの制作協力）
- プロポーズアゲイン
- 毎週ブラウブリッツ
- 秘密結社 クロトサカ団（2008年3月21日 - 2019年3月、土曜 11:00 - 11:20）
- ぷぁぷぁ金星（2001年5月25日 - 2025年3月15日、毎月第1・2土曜 0:15 - 0:45（金曜深夜））

#### 東北朝日系列共同制作
- ファミリーサイエンス（新潟県も含む）
- トーホク独立TV
- 八波一起のTVイーハトーブ
- うじきつよしのワンディ探検隊（新潟県も含む）
- うじきつよしのワンダーポケット（同上）
- ヒューマンバラエティ 日曜のマゼラン（同上）
- TVイーハトーブ 土曜のてっぺん
- 裏のオク〜楽オク生活のすすめ〜（東日本放送制作）
- 東北をみる。きく。はなす。「るくなす」
- DREAM ROAD（岩手朝日テレビ制作）
- ひるまにあん
- とうほく元気です!TV
- 燃えよ!EAGLES（東日本放送制作、途中打ち切り）
- 東北の聖地を訪ねて（東日本放送制作、途中打ち切り）
- 週末釣り倶楽部（東日本放送制作、東日本大震災の影響で打ち切り）
- 週刊ことばマガジン（東日本放送制作、東日本大震災の影響で打ち切り）
- Road to Higher Next〜みちのくのミライへ〜（岩手朝日テレビ制作）※スポンサーのみちのくコカ・コーラボトリングの担当区域である北東北3県でのみ放送。

### 主な遅れネット番組
- 紺野美沙子の科学館
- ざこば・鶴瓶らくごのご（ABC TV制作）
- CLUB紳助（ABC TV制作）
- ドッペルゲンガー
- 機動戦士Vガンダム
- 機動武闘伝Gガンダム
- 新機動戦記ガンダムW
- 機動新世紀ガンダムX
- ののちゃん（ただし#23,#49  - 59は放送されず）
- 天上天下
- GIRLS A GOGO!
- いちご100%
- ガチンコ視聴率バトル（途中から）
- Matthew's Best Hit UV
- せつない
- 少年サスペンス
- Tears
- 爆笑問題のボスキャラ王（半年で打ち切り）
- ネプいっ!（半年間夕方で放送後、深夜へ）
- おネプ!（30分時代）
- D's Garage21
- 雛かっぱー
- 愛のエプロン2
- 愛のエプロン3
- ココリコ黄金伝説。（途中から開始したが、2か月後に『ココリコA級伝説。』の開始により終了）
- BEST HIT TV（夕方に放送、後に同時ネットへ）
- 内村プロデュース（土曜深夜30分時代）
- アッコの泣かしたろか!?（後に同時ネットへ）
- しようよ♡
- しようよ2♡ 女教師ナズナの場合
- お天気お姉さん
- お天気お姉さん2 リョーコPuriPuri
- 17才夏。（ABC TV制作）
- 女と男と物語（ABC TV制作）
- 人が殺意を抱くとき（ABC TV制作）
- 恋するベトナム〜縦断1800キロの旅物語（ABC TV制作）
- 桜2号（ABC TV制作）
- H-code〜愛しき賞金稼ぎ〜（ABC TV制作）
- 吉祥天女
- もういちど地下鉄に乗って
- 初体験天使（メ〜テレ制作）
- ダムド・ファイル（メ〜テレ制作）
- OUT OF ORDER
- ぷらちなロンドンブーツ↑HIGH
- メンズ キャイ〜ン
- ドラバラ鈴井の巣（HTB制作）
- 学問ノススメ（ABC TV制作）
- 拝み屋横丁顛末記
- げりらっパ（メ〜テレ制作）
- 悲宝館
- ドスペ2「日曜スペシャル」と題して放送。
  - 運命の数字
  - バカ検定
  - テキトーTV
- 新宿スワン
- The QuizMan Show
- 祝!(ハピ☆ラキ)ビックリマン（テレビ朝日を除き全国で唯一の地上波放送）
- 歴史街道〜ロマンへの扉〜（ABC TV制作）
- 秘湯ロマン
- 食べて元気!ほらね（ABC TV制作）
- あたしンち（#203 - #245は未放送。途中で打ち切り）
- KID'S NEWS（朝日ニュースター・北陸朝日放送制作）
- 夫婦交換バラエティー ラブちぇん（メ〜テレ制作）
- 週末の探検家〜夢羅針盤〜（ABC TV制作）
- 藤井陣内のザ・レジェンド（ABC TV制作）
- 恋愛百景
- カーグラフィックTV
- Can!ジャニ
- 賢コツ!!
- ねぎぼうずのあさたろう（途中で打ち切り）
- LEADER'S HOW TO BOOK ジョーシマサイト
- 鬼のワラ塾
- 裸の少年
- しあわせドキュメント 結婚までの1週間（BS朝日制作。途中で打ち切り）
- にほん風景遺産（BS朝日制作・途中打ち切り）
- 歴史発見 城下町へ行こう!（BS朝日制作・途中打ち切り）
- クイズ!紳助くん（ABC TV制作）
- 関ジャニの仕分け∞（土曜ゴールデン時代は同時ネット）
- ストリートファイターズ
- ちい散歩（2009年9月まではレギュラー放送。2009年10月以降は2週間放送して2週間休止するという体裁で不定期放送され、2012年6月いっぱいで打ち切り）
- 探検!秘境駅 - 帰省なう - 我思う、故に我ラーメンⅡ - 漁師めし（HTB制作）
- おかずのクッキング（2013年3月で打ち切り）
- ASAHI Pop'n' Press!（朝日ニュースター・北陸朝日放送制作、2013年3月で打ち切り）
- THAT'S ENKA TAINMENT〜ちょっと唄っていいかしら?〜（ABC TV制作。途中で打ち切り）
- 知ってるor知ったか?クイズ!バレベルの塔（ABC TV制作）
- 若大将のゆうゆう散歩（途中で打ち切り）
- ココイロ（ABC TV制作、途中で打ち切り）
- なるみ・岡村の過ぎるTV（ABC TV制作、途中で打ち切り）
- プールdeブログ
- アグレッシブですけど、何か?（広島ホームテレビ制作）
- キングコングのあるコトないコト（メ〜テレ制作）
- 見る人が見た!!
- ブラマヨとゆかいな仲間たち アツアツっ!
- やりすぎ!ピンポン代行社
- 1個だけイエロー（メ〜テレ制作）
- タイガーマスクW
- TOKYO応援宣言
- アップデート大学
- 『ぷっ』すま
- 張り紙パイレーツ!
- 超人女子
- 運命のひと押し 〜ここで印鑑を押しますか?〜
- ピエール瀧のしょんないTV（静岡朝日テレビ制作、途中で打ち切り）
- ピンポイント業界史
- アナ行き!
- 深夜のダメ恋図鑑 - パーフェクトクライム（ABC TV制作）
- ザキとロバ（メ〜テレ制作）
- ランウェイ24 - Re:フォロワー - この男は人生最大の過ちです - 年下彼氏 - ステイナイトミステリー - マリーミー! - 3Bの恋人 付き合ってはいけない男たちとの危険な恋物語 - ジモトに帰れないワケあり男子の14の事情（ABC TV制作）
- ぶらぶら街中華（テレ朝チャンネル制作、途中で打ち切り）
- さまぁ〜ず×さまぁ〜ず
- 霜降り明星のあてみなげ（静岡朝日テレビ制作、途中で打ち切り）
- アニマルエレジー（途中で打ち切り）
- ラストアイドル（途中で打ち切り）
- 松本家の休日（ABC TV制作）
- 僕らは恋がヘタすぎる（ABC TV制作）
- ミヤコが京都にやって来た! - ももいろ あんずいろ さくらいろ（ABC TV制作）
- 食彩の王国（途中で打ち切り）

- his〜恋するつもりなんてなかった〜（メ〜テレ制作）
- ぼる塾のいいじゃないキッチン
- 迷宮グルメ 異郷の駅前食堂（BS朝日制作、途中で打ち切り）
- 今ちゃんの「実は…」（ABC TV制作）
- まんが未知（途中で打ち切り）
- 彼女、お借りします（ABC TV制作）[注 35]
- 痴情の接吻（ABC TV制作）
- ひともんちゃくなら喜んで!（ABC TV制作）
- ハレ婚。（ABC TV制作）
- ガチ恋粘着獣（ABC TV制作）
- around1/4 アラウンド・クォーター（ABC TV制作）
- 週刊ニュースリーダー
- ぶちぶちシソンヌ（広島ホームテレビ制作、途中で打ち切り）
- 妄想ハナコ（途中で打ち切り）
- ヒロシのひとりキャンプのすすめ（熊本朝日放送制作、途中で打ち切り）
- 君とゆきて咲く〜新選組青春録〜
- イワクラと吉住の番組
- おにぎりあたためますか（HTB制作、途中打ち切り）
- サクラミーツ（途中打ち切り）
- 新しい学校のリーダーズの課外授業（途中打ち切り）
- 中居正広のニュースな会 - 中居正広のキャスターな会 - 中居正広の土曜日な会
- チョコプランナー
- ウドちゃんの旅してゴメン（メ〜テレ制作）

#### テレビ朝日系列
秋田朝日放送開局以前に放送されていた番組。
- ミラクル少女リミットちゃん
- はじめ人間ギャートルズ（ABC TV制作・初回放送途中まではTBS系番組）
- 一休さん
- 必殺シリーズ（一部作品を除く）（ABC TV制作・「必殺必中仕事屋稼業」初回放送途中まではTBS系番組）
- 暴れん坊将軍シリーズ
- 特捜最前線
- はいからさんが通る（テレビアニメ版、ABC TV制作）
- 忍者ハットリくん（テレビアニメ版）
- 西部警察シリーズ
- 私鉄沿線97分署
- メイプルタウン物語シリーズ（ABC TV制作）
- 迷宮課刑事おみやさん（ABC TV制作、テレ朝・東映制作の渡瀬恒彦版も放送）
- 六本木ダンディーおみやさん（同上）
- 特攻野郎Aチーム
- ナイトライダー（途中で打切り）
- ベイシティ刑事
- はぐれ刑事純情派シリーズ（第一期 - 第五期）
- さすらい刑事旅情編シリーズ（I-IV）
- グリム名作劇場シリーズ（ABC TV制作）
- エスパー魔美
- 魔法使いサリー（第二期）
- もーれつア太郎（第二期）
- 七人の女弁護士シリーズ
- 真夜中は別の顔
- 新・地球キャッチミー（ABC TV制作・途中で打ち切り）
- 伝説の勇者ダ・ガーン（メ〜テレ制作）
- 裏刑事-URADEKA-（ABC TV制作）
- スーパービックリマン（ABC TV制作）
- 美少女戦士セーラームーン（同時放送は、27話から）[注 36]

#### 日本テレビ系列
- 巨人の星（ytv・東京ムービー制作）
- パパと呼ばないで（ユニオン映画制作）
- 太陽にほえろ!（東宝制作。マカロニ刑事編のみ）
- 子連れ狼（ユニオン映画制作）
- 桃太郎侍（東映制作）
- 探偵物語（東宝制作）
- あしたのジョー2
- あぶない刑事（セントラル・アーツ制作）
- もっとあぶない刑事（セントラル・アーツ制作）
- 刑事貴族シリーズ（東宝制作）
- はだかの刑事（東宝制作）
- ワザあり!にっぽん（中京テレビ制作、放送番組センター配給扱い）
- 西遊記、西遊記II

#### TBS系列
- 奥さまは魔女（海外版）
- ありがとう（テレパック制作。第一期のみ）
- エースをねらえ!（MBS・東京ムービー制作・初回放送当時はNETテレビ系番組。実写版（テレビ朝日ドラマ）も当局で放送）
- Gメン'75（東映制作。第1話 - 第152話まで）
- 金曜日の妻たちへシリーズ（木下プロダクション制作）
- 男女7人夏物語（テレパック制作）
- 男女7人秋物語（テレパック制作）
- 俺たちルーキーコップ（セントラル・アーツ制作）
- キライじゃないぜ（アベクカンパニー制作）
- DRAGON QUEST -ダイの大冒険-（東映アニメーション制作）
- 愛の劇場
  - 黒革の手帖
  - ぽっかぽかシリーズ
- 高原へいらっしゃい（第二期）
- ビッグウイング
- 南町奉行事件帖 怒れ!求馬シリーズ（C.A.L制作）
- 月曜ミステリー劇場（「午後のセレクション」枠内で「探偵 左文字進」シリーズを中心に不定期放送）

#### テレビ東京系列
- まんがイソップ物語
- 燃えろ!トップストライカー
- パパと呼ばせて!
- 刑事追う!
- 事件・市民の判決
- クイズ赤恥青恥（AKTから移行）
- 素晴らしきドケチ家族
- ボイスラッガー
- ビーストウォーズシリーズ
- イソップワールド（途中で打ち切り）
- トゥルー・コーリング
- ディズニータイム
- BLUE DRAGON
- 元祖!でぶや
- SHOWBIZ COUNTDOWN（テレビ愛知制作、途中打ち切り）
- 爆丸 バトルブローラーズ ニューヴェストロイア（最終回直前で打ち切り）
- 高田純次の年金生活（BSテレ東制作）
- 女と愛とミステリー - 水曜ミステリー9
- ゴッドタン（2018年3月打ち切り）
- 母ちゃんに逢いたい!（本放送終了後に放送）
- 和風総本家→二代目 和風総本家（テレビ大阪制作）

#### フジテレビ系列
- 妖怪人間ベム（第一期。2011年のテレビドラマ（日テレ制作）はABSで放送）
- アタックNo.1（2005年のテレ朝制作テレビドラマも当局で放送）
- 科学忍者隊ガッチャマンシリーズ（タツノコプロ制作）
- アルプスの少女ハイジ（ZUIYO制作）
- ヤッターマン（タツノコプロ制作。リメイク版（ytv制作）はABSで放送）
- あらいぐまラスカル（日本アニメーション制作）
- ふしぎな島のフローネ（日本アニメーション制作）
- ピーターパンの冒険（日本アニメーション制作）
- 私のあしながおじさん（日本アニメーション制作）
- 傷だらけのラブソング（カンテレ・MMJ制作）
- ハナコのBuzzリサーチ（岡山放送制作、途中で打ち切り）

#### NHK・その他
- 未来少年コナン（NHK総合）
- お〜い!竜馬（NHK総合）
- 新・世界の料理ショー
- 極楽フィッシング
- 花より男子シリーズ（台湾版）
- おジャ魔女どれみナ・イ・ショ
- 銀牙伝説WEED（UHFアニメ）※原作者の高橋よしひろは地元・秋田県出身。
- CINDERELLA BOY
- サブマリン スーパー99
- デイブ・ペルツのゴルフ最強レッスン!
- アラーム・フォー・コブラ11
- 4400 未知からの生還者
- リ・ジェネシス バイオ犯罪捜査班
- ペインキラー・ジェーン
- ホワイトカラー“知的”犯罪ファイル
- フラッシュフォワード
- 全力ウサギ
- Jヴァカンス
- One Tree Hill
- ラスベガス
- HOMELAND
- 秋山莉奈のゆめぐり旅じかん!!
- リベンジ シーズン1 - リベンジ シーズン2 - リベンジ シーズン3
- 歌謡サロン・演歌がええじゃん
- 石神秀幸の決断! ラーメン旅（途中打ち切り）
- おらのめしグランプリ
- キャッスル 〜ミステリー作家のNY事件簿
- 舞の海の技あり日本!（エス・フィールド制作）
- BanG Dream! 3rd Season - BanG Dream! It's MyGO!!!!! - BanG Dream! Ave Mujica
- D4DJ Photon Maiden TV
- ゆるキャン△
- Hawaii Five-0（アメリカ・CBS制作 ※2か国語・字幕放送。
- 黒の召喚士
- 農民関連のスキルばっか上げてたら何故か強くなった。
- 令和のデ・ジ・キャラット
- 日本名遺産 橋
- 東京卍リベンジャーズ - 東京リベンジャーズ 天竺編
- ワールドダイスター
- Re:STARS
- ユーチューニャー
- We are STARDOM!!〜世界が注目!女子プロレス〜（途中で打ち切り）
- ライアー・ライアー
- フェ〜レンザイ -神さまの日常-
- 結婚指輪物語
- ワンルーム、日当たり普通、天使つき。
- 逃げ上手の若君
- 【推しの子】第2期[注 37]
- シン・ドゲンジャーズ
- 歴史に残る悪女になるぞ
- 前橋ウィッチーズ

#### 独立放送局
- saku saku（tvk制作、途中で打ち切り）
- ダイアモンド☆ユカイとユカイなラーメン研究所（とちテレ制作）
- 負けるな!熱血ハナコのお笑い部（テレ玉制作、途中で打ち切り）

### 開局時にABSから移行したテレビ朝日系の番組
- モーニングショー[注 38]
- 平日正午の枠[注 39]
- 土曜朝のワイドショー枠（ABC TV制作）[注 40]
- あまから問答（総理府（現・内閣府）提供）
- テレビ朝日水曜21時枠刑事ドラマ[注 41]
- テレビ朝日日曜20時枠の連続ドラマ[注 42]
- 土曜ワイド劇場[注 43]
- 日曜洋画劇場[注 44]
- 象印クイズ ヒントでピント[注 45]
- パネルクイズ アタック25（ABC TV制作）[注 46]
- 徹子の部屋[注 47]
- ドラえもん
- クレヨンしんちゃん[注 48]
- クッキングパパ（ABC TV制作）[注 49]
- スーパー戦隊シリーズ[注 50]
- メタルヒーローシリーズ[注 51]
- 勇者シリーズ（メ〜テレ制作）[注 52]
- ワールドプロレスリング
- 紺野美沙子の科学館
- カーグラフィックTV[注 53]
- 熱闘甲子園
- タモリ倶楽部[注 54]
- テレビ朝日土曜時代劇[注 55]
- 世界の車窓から

### 開局時にAKTから移行したテレビ朝日系の番組
- 新婚さんいらっしゃい!（ABC TV制作）[注 56]
- 日曜朝8時30分枠のアニメ（ABC TV制作）[注 57]

### サービス放送のみで放送されたテレビ朝日系の番組
- 天下の達人!4本勝負 1992年9月26日[注 58][注 59]
- 素敵にドキュメント（ABC TV制作、最終回のみ）[注 60]。
- つるピカハゲ丸くん（9月25日19:00、9月26日19:30のみ）[注 61][注 62][注 59]。

## 社史
- 『秋田朝日放送25年史』秋田朝日放送、2017年10月[36].

## 備考
- 秋田県にはTBS系列局・テレビ東京系列局は存在しないが、本局では現在TBS系列の番組を放送していない（ただし、権利切れの番組や、TBS系列を含めた民放テレビ各系列局共同制作番組、TBS系列で放送された海外放送局制作番組は一部放送実績あり）。また、テレビ東京系列の番組も2024年（令和6年）5月現在『所さんの学校では教えてくれないそこんトコロ!』のみ放送されているだけで、同じ北東北の青森朝日放送・岩手朝日テレビよりも極めて少ない[注 63]。
- 天気予報のフォーマットはウェザーニューズのものを使用している。
- 2018年8月21日は、秋田県立金足農業高等学校が第100回全国高等学校野球選手権大会で決勝戦まで進んだことから、当初の予定を変更し、13:55から急遽生中継を実施した[注 64]。
- 2022年1月1日から2023年3月31日まで同局の開局30周年を記念し、クレヨンしんちゃんと同局のマスコットキャラクターであるミーチューとのコラボレーションを展開した[37]。